# Julian Pölsler
Julian Roman Pölsler, né en 1954 sur le Kreuzberg, une montagne dominant le village de Sankt Lorenzen im Paltental (de), en Styrie, Autriche, est un réalisateur et scénariste autrichien.

## Biographie
Julian Pölsler étudie la réalisation cinématographique et la production à l'Académie de musique et d'arts du spectacle de Vienne. Il étudie également la réalisation et la dramaturgie à l'Institut de gestion culturelle au Séminaire Max-Reinhardt, après quoi il travaille comme assistant réalisateur d'Axel Corti.
En 1982, il commence la réalisation de films pour la télévision et la mise en scène d'opéras. À partir de 2003, Pölsler enseigne au département d'art dramatique du conservatoire de Vienne ainsi qu'au département Informatique et médias à l'université technique de Vienne. En 2006, il est directeur de théâtre à Klosterneuburg. Pölsler vit et travaille à Vienne et Munich.
Son film Le Mur invisible (2012, Die Wand) a remporté le Prix du Jury œcuménique au Festival international du film de Berlin en 2012 et a été choisi pour concourir pour l'Oscar du meilleur film en langue étrangère à la 86e cérémonie des Oscars.

## Filmographie partielle
- 2012 : Le Mur invisible
- 2018 : Le commissaire Polt reprend du service (téléfilm)